# Wiktor Wojeński
Wiktor Wojeński (ur. 6 marca 1920 w Taszkencie, zm. 25 stycznia 1990 w Wydminach) – uczestnik II wojny światowej, podpułkownik aparatu bezpieczeństwa PRL.

## Życiorys
1 VII 1943 wstąpił do 1 DP im. T. Kościuszki, a w lutym 1944 do 2 DP im. J.H. Dąbrowskiego. VII 1944 skończył kurs NKWD w Kujbyszewie i VIII 1944 został kierownikiem Sekcji II Wojewódzkiego Urzędu Bezpieczeństwa Publicznego w Białymstoku. Od VI 1945 zastępca naczelnika Wydziału I białostockiego WUBP, w sierpniu 1945 przeniesiony do centrali MBP w Warszawie na p.o. kierownika Wydziału III Departamentu I. Od 4 I 1946 zastępca kierownika, a od 15 IV 1947 również p.o. kierownika Wydziału V tego Departamentu, od lutego 1948 zastępca i p.o. naczelnika, od 1 IV 1948 naczelnik Wydziału „O” tego Departamentu. Po kursie aktywu kierowniczego w Ośrodku Szkolenia MBP (1952-1953) został inspektorem Inspektoratu Ministra MBP, a 1 IV 1955 starszym inspektorem Inspektoratu Przewodniczącego KdsBP.
Od 16 VIII 1944 do 31 XII 1947 brał udział w walce z „bandami i reakcyjnym podziemiem”. W 1946 odznaczony Krzyżem Kawalerskim Orderu Odrodzenia Polski.